# Протеоліз
Протео́ліз (від грец. Πρωτεόλυση перший і розв'язування, розпад) — процес поступового розщеплення (гідролізу) білків на пептиди і амінокислоти під дією ферментів-протеаз. Відбувається у живих організмах та у навколишньому середовищі під впливом мікроорганізмів. 
Виділяють дві форми протеолізу: обмежений і неспецифічний. Обмежений протеоліз відіграє важливу роль в утворенні ферментів, гормонів та біологічно активних пептидів з їхніх неактивних попередників. Неспецифічний протеоліз призводить до розщеплення білків до амінокислот з подальшим використанням їх у метаболізмі.

## Внутрішньоклітинний протеоліз
Руйнування білків у клітині має бути відокремлено від інших частин цитоплазми через те, що для протеолізу потрібні особливі умови (pH, іонний склад), а також для того, щоб неспецифічний протеоліз не зруйнував інші білки. Основні протеолітичні системи клітини локалізовані в протеасомах та лізосомах.